# Antonin Mercié
Marius-Jean-Antonin Mercié, spesso abbreviato in Antonin Mercié (Tolosa, 29 ottobre 1845 – Parigi, 13 dicembre 1916), è stato uno scultore e pittore francese.
Allievo di François Jouffroy, fu influenzato dal Rinascimento toscano. In patria fu autore di vari cenotafi, dei quali il più celebre ricorda lo storico Jules Michelet (1879), ma fu attivo anche negli Stati Uniti. Tra i suoi allievi si ricordano André Abbal, Jacques Loysel, Théodore Rivière e Marguerite Syamour.

## Biografia

### Formazione
Antonin Mercié entrò alla scuola di belle arti parigina, dove ebbe come professori Alexandre Falguière e François Jouffroy. Nel 1868 vinse il premio di Roma in scultura.
Assieme a Jean-Marie Mengue, Laurent Marqueste, Victor Segoffin e Auguste Seysses, tra gli altri, fece parte del "gruppo dei tolosani".

### Carriera artistica

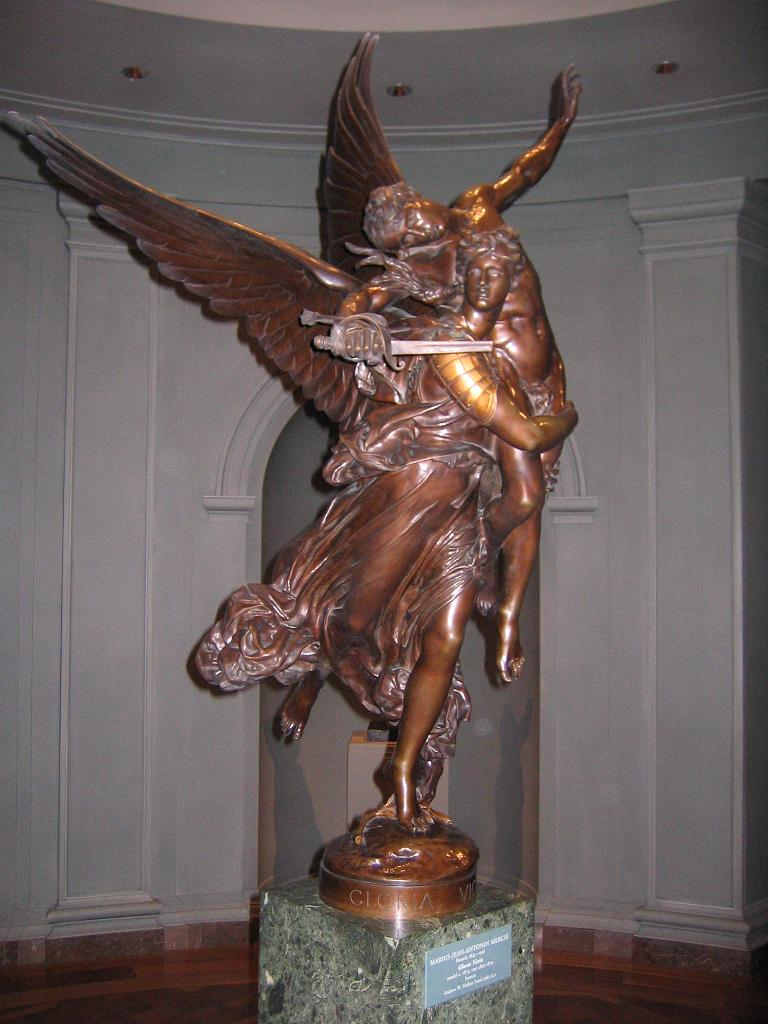
Gloria Victis, 1872

I suoi primi grandi successi sono il David e Gloria Victis, presentati a Parigi al Salone del 1872, dove ricevettero una medaglia d'onore. Il gruppo bronzeo di Gloria Victis, alto 2,20 metri, venne installato nel 1884 nel cortile d'onore del municipio di Parigi e vi rimase fino al 1930; attualmente si conserva al Petit Palais. La statua in bronzo di David è una delle sue opere più note. L'eroe della Bibbia è mostrato con la testa di Golia ai suoi piedi, come il David donatellesco, e mentre rinfodera la spada. Questo bronzo sarà poi esposto nella square Montholon a Parigi. La Maison Barbedienne ne produsse una versione in bronzo in cento esemplari. Esistono copie numerose, delle quali alcune presentano un perizoma. Il bronzo originale è conservato al museo d'Orsay di Parigi.

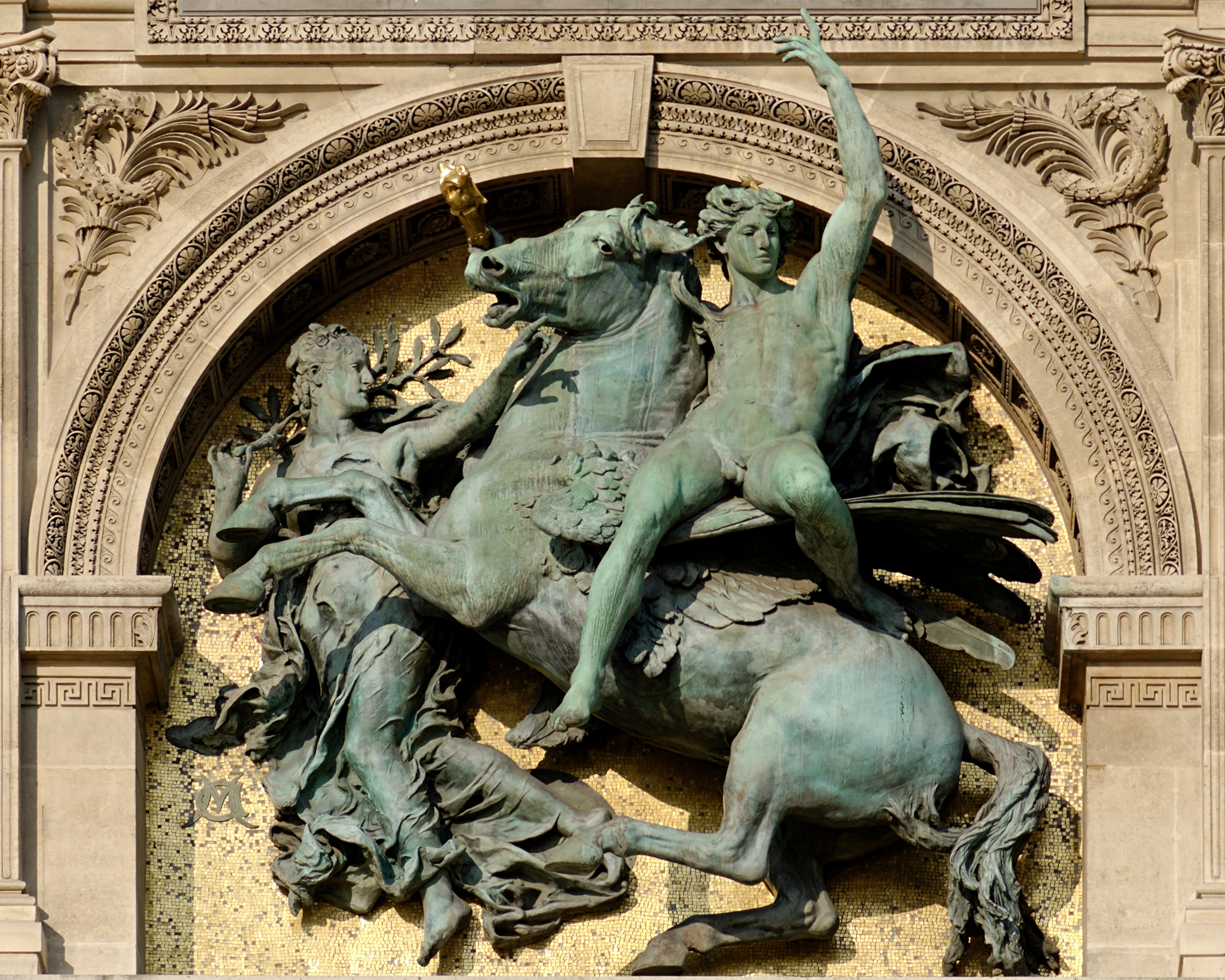
Il genio delle arti, 1877

Il suo bassorilievo Il genio delle arti (1877) rimpiazzò un Napoleone III di Antoine-Louis Barye sui guichet del palazzo del Louvre (di fronte al pont du Carrousel). Esiste una versione simile che orna la tomba di Jules Michelet (1879) al cimitero di Père-Lachaise a Parigi. Lo stesso anno, Mercié scolpì il Monumento ad Arago, eretto a Perpignano.
Al Salone del 1882, rinnovò il successo patriottico del 1874 del suo bronzo di Gloria Victis con il gruppo Quand même!, del quale un esemplare in bronzo venne eretto a Belfort e uno di marmo nel giardino delle Tuileries, a Parigi, poi alla fortezza di Mont-Valérien (collezione del museo d'Orsay). Queste opere commemorano la resistenza di Belfort durante la guerra franco-prussiana del 1870 e la perdita dell'Alsazia. Il ricordo (1885) è un altorilievo marmoreo che orna la tomba della moglie di Charles Ferry. In questo periodo, ebbe come praticante François Pompon. Il rimpianto, per la tomba di Alexandre Cabanel, risale al 1892, come il suo Guglielmo Tell, oggi a Losanna.
Mercié progettò anche il Monumento a Meissionier (1895), eretto nel giardino dell'Infante del palazzo del Louvre, e il Monumento a Louis Faidherbe a Lilla (1896), il Monumento a Jules Ferry a Saint-Dié-des-Vosges (1896), un Monumento a Adolphe Thiers a Saint-Germain-en-Laye, il Monumento a Paul Baudry al cimitero di Père-Lachaise e il Monumento a Luigi Filippo e alla regina Amelia per la loro sepoltura nella cappella reale di Dreux. Il suo gruppo in pietra della Giustizia è conservato nel municipio di Parigi. Inoltre progettò, assieme al suo maestro Falguière, il Monumento a Goudouli, che oggi orna la fontana della piazza Wilson a Tolosa. Realizzò una versione in bronzo del Mosè di Michelangelo che orna la tomba di Daniel Iffla al cimitero di Montmartre.

### Ultimi anni
Molte altre statue, busti e medaglioni da lui realizzati permisero a Mercié di guadagnarsi una medaglia d'onore all'esposizione universale del 1878 e il gran premio a quella del 1889. Tra i dipinti esposti dall'artista figurano una Venere con la quale egli ottenne una medaglia al Salone del 1883, Leda (1884) e Michelangelo che studia l'anatomia (1885), Collera di Amore (dipinta tra il 1902 e il 1905, oggi al musée des Augustins di Tolosa, e una tela incompiuta nella sala degli illustri nel Campidoglio tolosano.
Antonin Mercié morì il 13 dicembre 1916 nella sua casa al numero 15 dell'avenue de l'Observatoire, nel sesto arrondissement di Parigi. Venne sepolto temporaneamente al cimitero di Père-Lachaise, poi il 23 aprile 1919 i suoi resti furono trasferiti al cimitero di Terre-Cabade a Tolosa.

## Opere
Danimarca
- Copenaghen, Ny Carlsberg Glyptotek, Il ricordo, 1885, statua in marmo.

Francia

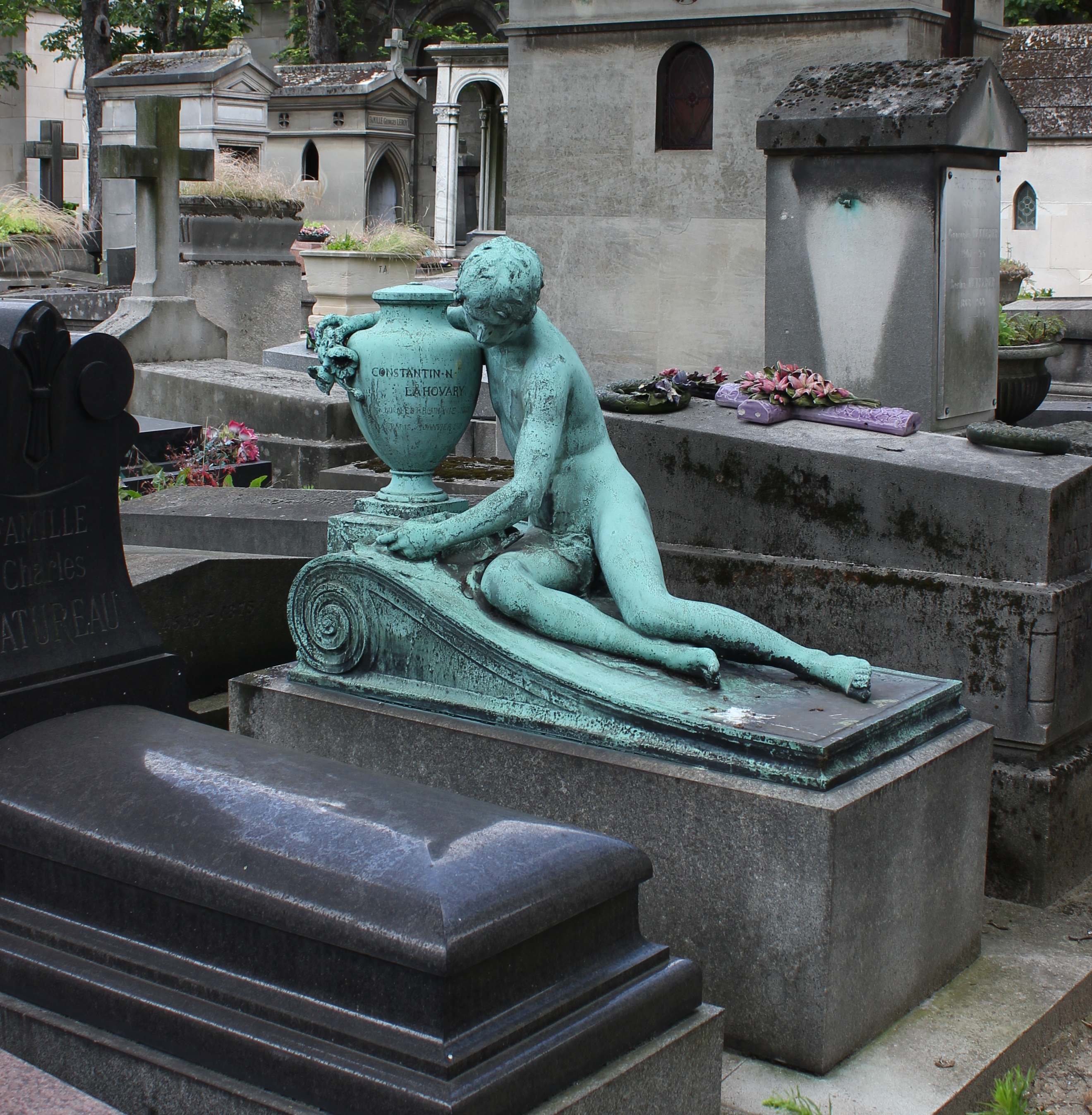
Tomba di Constantin Lahovary, opera realizzata dopo il 1911

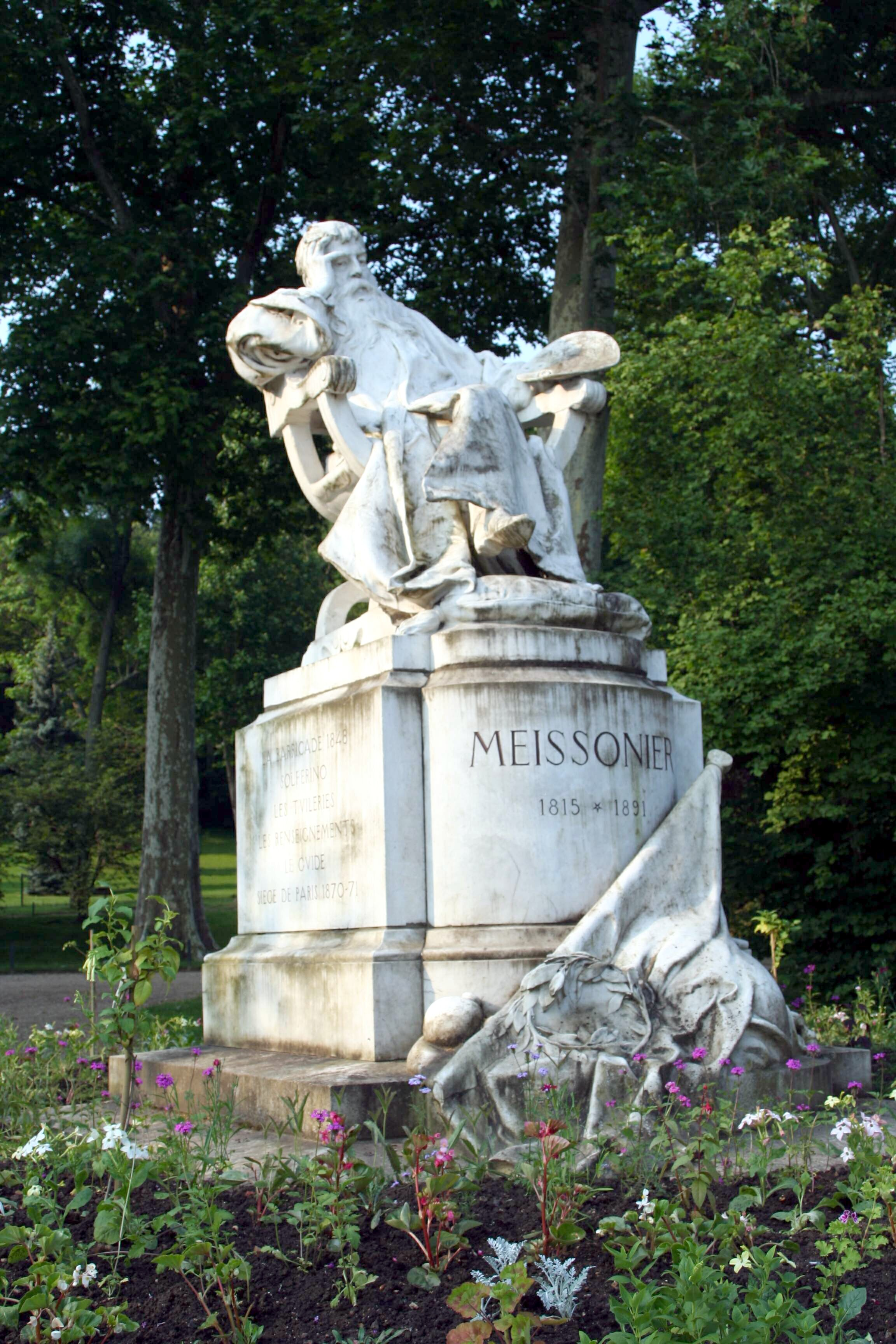
Monumento a Meissonier, 1891 circa

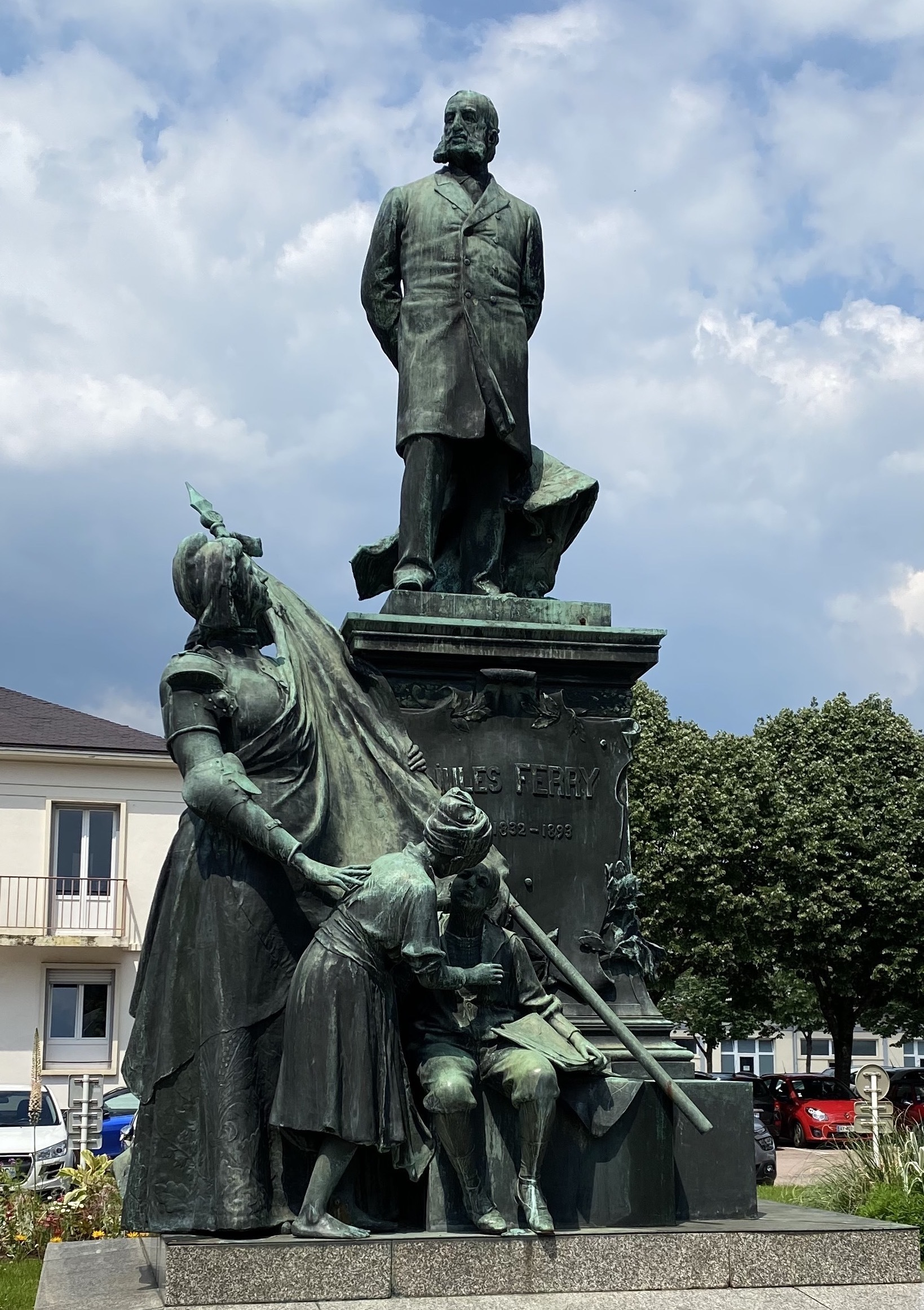
Monumento a Jules Ferry, 1896

- Bédarieux: Monumento a Pierre Auguste Cot, 1891.
- Belfort, place d'Armes: Quand même!, 1884.
- Châlons-en-Champagne, place de la Libération: Gloria Victis, 1875, gruppo in bronzo.
- Châteaudun, promenade du Mail: Monumento ai difensori di Châteaudun, inaugurato il 18 ottobre 1897.
- Digione, museo delle belle arti: Busto di Dalila, 1874, bronzo.
- Dreux, cappella reale: Monumento a Luigi Filippo e alla regina Amelia, gruppo in marmo.
- Montpellier, cimitero di San Lazzaro, Il rimpianto, 1892, per la tomba di Alexandre Cabanel.
- Lilla: Monumento al generale Faidherbe, 1896.[8]
- Parigi:
  - cimitero di Montmartre: Tomba di Daniel Iffla.
  - cimitero di Père-Lachaise:
    - Tomba di Jules Michelet, 1879, (cinquantaduesima divisione);[9]
    - Monumento funebre di Paul Baudry (quarta divisione);[9]
    - Tomba di Constantin Lahovary, post 1911 (novantesima divisione);
    - Tomba di Adolphe Thiers (cinquantacinquesima divisione);
    - Tomba di Léon Laurent-Pichat (ottava divisione);
    - Tomba di Raymond Adolphe Séré de Rivières;
    - Tomba di Caroline Miolan-Carvalho.[9]

  - municipio: La giustizia.
  - giardino delle Tuileries:
    - Il genio delle arti, 1877, bassorilievo;
    - Quand même!, 1884.

  - museo d'Orsay:
    - David, 1871, statua in bronzo;
    - Il ricordo, 1885, altorilievo.[10]

  - parco Monceau: Monumento a Charles Gounod, 1902.
  - Petit Palais: Gloria Victis, 1875, gruppo in bronzo.
- Parnay, cimitero Il ricordo, 1885, altorilievo in marmo per la tomba di Madame Charles Ferry.
- Perpignano: Monumento ad Arago, 1879.[11]
- Poissy, parco Meissonnier: Monumento a Meissonier, 1891 circa, statua in marmo.[12]
- Saint-Dié-des-Vosges: Monumento a Jules Ferry, 1896, bronzo.[13]
- Saint-Germain-en-Laye: Monument ad Adolphe Thiers.
- Saint-Rémy-de-Provence: Monumento a Charles Gounod, 1913.
- Suresnes, fortezza di Mont-Valérien: Quand même!.
- Tolosa:
  - Campidoglio, salla degli illustri: opera incompiuta senza titolo, 1899, olio su tela.
  - musée des Augustins:
    - David, 1870, bronzo;
    - L'estate, 1889, marmo;
    - Collera di Amore, vers 1901, huile sur toile.

  - place Wilson: Monumento a Goudouli, 1898-1908, realizzato assieme ad Alexandre Falguière.

Paesi Bassi
- L'Aia: Monumento a Guglielmo II, 1884.[14]

Stati Uniti d'America
- Baltimora: Monumento a Francis Scott Key, 1911.
- Richmond, Monumento a Robert E. Lee, 1890, bronzo. Inizialmente installata in una rotonda a Monument Avenue, la statua venne rimossa l'8 settembre 2021 dopo una lunga serie proteste del movimento Black Lives Matter.[15] Il 30 dicembre 2021 venne annunciato che la statua equestre e altri monumenti confederati, e quindi controversi, sarebbero stati trasferiti in un museo della Virginia.[16]
- Washington:
  - parco del Presidente: Statua del Marchese di Lafayette, 1890, bronzo.[17]
  - National Gallery of Art: Gloria Victis, 1875, gruppo in bronzo.

Svizzera
- Losanna: Guglielmo Tell, 1892.

## Omaggi
- Gli sono dedicate due vie, una a Parigi e l'altra a Tolosa: quest'ultima strada si chiama Rue Antonin-Mercié in francese e Carrièra Antonin Mercièr in occitano.[18]